# Taylor Eigsti
Taylor Eigsti (Menlo Park, 24 september 1984) is een Amerikaanse jazzpianist van de neo-bop, die echter ook funk- en soulelementen in zijn muziek laat invloeien.

## Biografie
Eigsti begon op 4-jarige leeftijd met het pianospel en trad al op 8-jarige leeftijd op in het voorprogramma van David Benoit. Later volgden optredens in het voorprogramma van grootheden als Diana Krall, Al Jarreau, Natalie Cole en Hank Jones Op 14-jarige leeftijd nam hij met de drummer Dan Brubeck in 1998 zijn eerste album op. Een jaar later gaf hij zijn eerste lesuren in een jazzworkshop aan de Stanford University. Gelijktijdig maakte hij zijn afronding aan de Woodside Priory School als de op een na beste van zijn jaargang. Daarna begon hij een studie aan de University of Southern California. Tijdens de daaropvolgende jaren presenteerde hij zich bij Marian McPartlands Piano Jazz-programma en het BET Jazz Channel. Bovendien vertrouwde het Jazziz-Magazin hem in november 2006 het titelthema toe.
Na publicaties bij eigen labels bracht hij in 2003 met Resonance zijn eerste album uit bij Bob City Records, dat hem nationaal en internationaal bekend maakte. Het volgende album Lucky to Be Me met o.a. Christian McBride, Lewis Nash, James Genus, Billy Kilson en Julian Lage leidde ertoe, dat hij in 2007 werd genomineerd voor twee Grammy Awards in de categorieën «Best Jazz Solo Performance» en «Best Instrumental Composition» voor zijn nummer Argument. In 2010 bracht hij met zijn kwartet het album Daylight at Midnight uit.
- Biblioteca Nacional de España: XX5277730
- Bibliothèque nationale de France: cb14603057f (data)
- Gemeinsame Normdatei: 1122510446
- International Standard Name Identifier: 0000 0000 8094 591X
- Library of Congress Control Number: no2003114041
- MusicBrainz: 8761d124-4a19-4db3-811c-b257d873981f
- SNAC: w6574qrv
- Système universitaire de documentation: 157416577
- Virtual International Authority File: 15022587
- WorldCat: E39PBJxCCXt7HGWQybvq9XFtKd